# Löweneckschule
Die Löweneckschule ist eine Grund- und Mittelschule in Augsburg-Oberhausen. Bei ihrer Grundsteinlegung im Jahre 1904 erhielt sie zunächst den Namen Schillerschule. Nach der Eingemeindung Lechhausens erfolgte aufgrund der gleichnamigen Schule in der Blücherstraße (später Neubau an der Schackstraße) die Umbenennung in Schule an der Flurstraße. Erst 1932 wurde die Schule nach Stadtschulrat Dr. Maximilian Löweneck (1866–1957) benannt.

## Geschichte
Die Grundsteinlegung für das Schulgebäude erfolgte 1904. Bereits 1905 konnte der Schulbetrieb aufgenommen werden. Das Gebäude wurde als dreigeschossiger Putzbau errichtet, der die umgebende Vorstadtbebauung deutlich überragte. Durch eine entsprechende Fassadengliederung und den Einbau von Mauerrücksprüngen wurde das Gebäude gestaltet und in die Umgebung eingefügt. Neben barockisierenden Giebeln besitzt die Schule seit ihrer Errichtung auch einen Turmuhraufbau. Bis 1911 wurde dann der gesamte Gebäudekomplex fertiggestellt.
Sowohl im Ersten als auch im Zweiten Weltkrieg diente das Gebäude als Lazarett. Verwundete Soldaten wurden mit der Augsburger Localbahn bis auf Höhe Drentwettsteg transportiert und von dort aus in das Gebäude gebracht.
In den beiden letzten Kriegsjahren 1944 und 1945 erlitt das Schulgebäude schwere Treffer. Der Wiederaufbau konnte erst 1950 abgeschlossen werden. Von 1963 bis 1977 fand in einem Teil des Gebäudes die staatliche Mittelschule (später in Reischlesche Wirtschaftsschule umbenannt) ihren Platz.

## Schulprofil
Die Schule besteht aus einer Grundschule und einer Mittelschule (vormals zusammengeführt als Hauptschule). Die Grundschule hat derzeit 8 Klassen und bietet zusätzlich unter anderem Deutsch-Förderkurse, Deutsch-Vorkurse, eine enge Zusammenarbeit mit KiTas, Arbeitsgemeinschaften, Islamischer Religionsunterricht in deutscher Sprache (kurz ISU), einen Hort sowie Hausaufgabenbetreuung an. Die Mittelschule dagegen besitzt derzeit 13 Klassen. Dort werden Deutsch-Förderkurse, Ganztagsklassen, Arbeitsgemeinschaften, ISU angeboten. Zudem sind verschiedene pädagogische Angebote, Schulsozialarbeit, Krisenbüro und Streitschlichter fester Bestandteil der Löweneckschule.
Für Schüler und Eltern mit nichtdeutscher Muttersprache existieren diverse zusätzliche Förderangebote, die teilweise in Zusammenarbeit mit weiteren Trägern realisiert werden. Dazu zählen Deutschlerngruppen, spezielle Hausaufgabenbetreuung und Sprachförderung im Kindergarten (Vorkurs).

## Auszeichnungen
Die Löweneck-Volksschule erreichte im Jahr 2003 beim bundesweiten Wettbewerb den fünften Rang im Hauptschulpreis für Deutschlands beste Schulen für die eingereichten Projekte „Deutschkurs und Alphabetisierungskurs für türkische Frauen“, „Hausaufgabenbetreuung für ausländische Schüler“ und „Gestaltung interreligiöser Gottesdienste“.